# Namaka (astronomia)
Namaka è il satellite naturale più interno e meno massiccio del pianeta nano Haumea.
È stato così battezzato nel settembre 2008, per volere dell'Unione Astronomica Internazionale, in onore di Nāmaka, una delle figlie di Haumea secondo la mitologia hawaiana. Era precedentemente noto mediante la designazione provvisoria S/2005 (2003 EL61) 2.

## Storia
Namaka è stata scoperto il 30 giugno 2005. L'annuncio della scoperta è stato dato il 29 novembre 2005.

## Dati fisici
La luminosità di Namaka è pari a circa l'1,5% di quella di Haumea; assumendo che i due corpi abbiano la medesima albedo, ciò significa che il suo diametro è pari a circa 170 km.

## Parametri orbitali
Si ritiene che Namaka orbiti attorno a Haumea ad una distanza media di 39 300 km, assumendo che la sua orbita sia perfettamente circolare. Al settembre 2008 i dati osservativi sono insufficienti per poter calcolare l'esatta eccentricità dell'orbita del satellite. Il suo piano orbitale è inclinato di (39 ± 6)° rispetto a quello del satellite maggiore, Hiʻiaka.
Le dimensioni di Namaka sono sufficienti a perturbare gravitativamente l'orbita di Hiʻiaka, impedendo che quest'ultima assuma forma circolare.